# Zenica

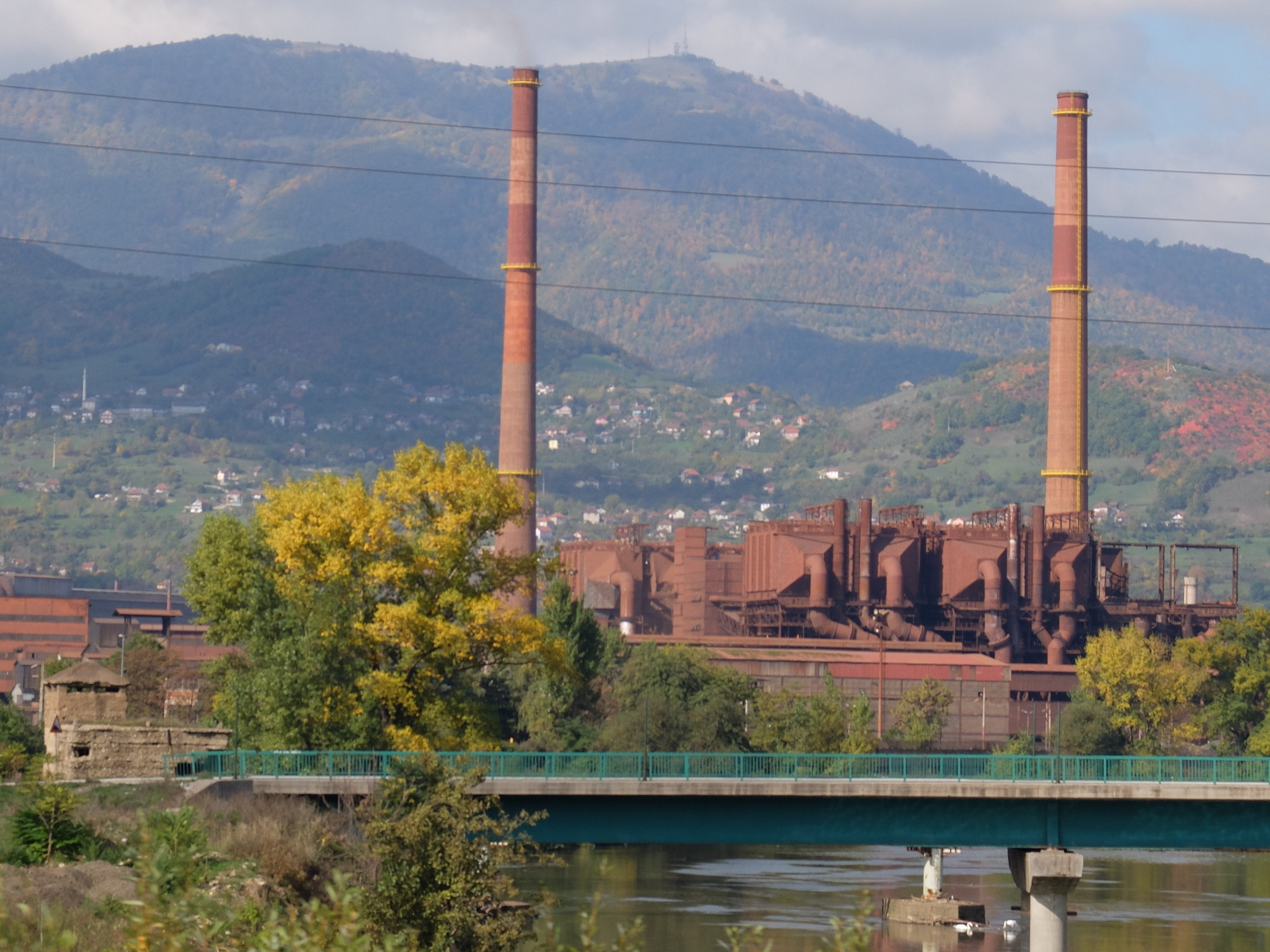
Acciaieria

Zenica (in serbo-croato Зеница?, IPA /ˈzɛnɪtsə/, ) è una città della Bosnia ed Erzegovina di 115134 abitanti al 2013.
È capoluogo del cantone di Zenica-Doboj.
Si trova circa 70 km a nord di Sarajevo, è circondata da molte colline e montagne ed è attraversata dal fiume Bosna, sulla riva destra del quale si trova un piccolo villaggio, Vranduk, che dista 10 km dal centro della città.
La città si divide in due parti, la Stara Čaršija (quartiere antico) con parecchie attrazioni turistiche, inclusa una sinagoga ora trasformata in galleria d'arte cittadina.
Vi si trova anche una moschea (moschea Čiaršijska), una fontana austriaca e un'antica fattoria tradizionale (Casa Hadžimazića).

## Geografia antropica

### Suddivisioni amministrative

#### Quartieri
- Mokusnice
- Londza
- Odmut
- Crkvice
- Nova Zenica
- Centar
- Ialija
- Pehare
- Kanal
- Blatusa

#### Località
Arnauti, Banloz, Bijele Vode, Bistrica, Bistrica Gornja, Briznik, Bukovica, Dobriljevo, Donja Vraca, Drivuša, Donji Čajdraš, Drugavci, Dusina, Gladovići, Gorica, Gornja Gračanica, Gornja Višnjica, Gornja Vraca, Gornja Zenica, Gornji Čajdraš, Gradina, Gradišće, Grm, Gumanci, Janjac, Janjići, Janjićki Vrh, Jasika, Jastrebac, Jurjevići, Kasapovići, Klopački Vrh, Kolići, Koprivna, Kovačići, Kovanići, Kozarci, Kula, Lašva, Lijeske, Lokvine, Loznik, Ljubetovo, Mošćanica, Mutnica, Nemila, Novo Selo, Obrenovci, Orahovica, Osojnica, Osredak, Palinovići, Pepelari, Peševići, Plahovići, Plavčići, Poca, Pojske, Ponihovo, Ponirak, Puhovac, Putovičko Polje, Putovići, Radinovići, Sebuja, Smajići, Starina, Stranjani, Sviće, Šerići, Šiblići, Tišina, Topčić Polje, Trešnjeva Glava, Vranduk, Vranovići, Vražale, Vrhpolje, Vukotići, Zahići, Zenica e Živkovići.

## Cultura
A Zenica ha sede una delle principali università bosniache, l'università di Zenica, fondata nel 2000.

## Amministrazione

### Gemellaggi
- Fiorenzuola d'Arda
- Luleå

## Sport

### Calcio
La squadra principale della città è il Nogometni Klub Čelik Zenica che gioca le partite interne allo stadio Bilino Polje.